# Victor Costache
Pour les articles homonymes, voir Costache.
Victor Costache, né le 18 mars 1974 à Iași, est un homme politique roumain. Il est ministre de la Santé de 2019 à 2020.

## Biographie
Né le 18 mars 1974 à Iași, il étudie à partir de 1992 à l'université Alexandru Ioan Cuza de Iași, obtenant en 1999 un diplôme de médecin de l'université de médecine et pharmacie Grigore T. Popa. Il  fait sa résidence en Roumanie et en France, avec une spécialisation en chirurgie cardiovasculaire et thoracique. Après avoir travaillé pendant plus de 10 ans dans des hôpitaux en France, en Grande-Bretagne, au Danemark, en Écosse, en Allemagne, au Québec et aux États-Unis, Victor Costache décide de retourner en Roumanie en 2014, devenant professeur associé à l'université Lucian-Blaga de Sibiu,.
À partir de 2015, il est président de la commission de chirurgie cardiovasculaire au ministère de la Santé. Il est également membre de la Société française de chirurgie thoracique et cardiovasculaire.
Le 4 novembre 2019, il devient ministre de la Santé dans le gouvernement Orban, jusqu'au 26 mars 2020, date à laquelle il démissionne en plein milieu de la pandémie de COVID-19 en Roumanie. Nelu Tătaru lui succède au poste de ministre de la Santé,.